# 你画我猜 (2021年游戏)
《你画我猜》是一款休闲游戏，由Acureus开发。它于2021年3月21日发布于Microsoft Windows，macOS和Linux平台，销量现已超过200万。

## 游戏玩法
游戏有两种模式：中文耳语模式和竞赛模式。在中文耳语模式中，每个玩家将会收到一个词语，并必须通过绘画的方式表达它。当一个玩家完成后，这幅画将会被传递给下一个玩家。这个玩家必须猜测这幅画是什么，猜测的词语将会被传递给再下一个玩家。每一轮结束后，所有玩家将会投票判断最后的词语是否等同于最初的词语。如果相同，那作画的玩家就会得到一个奖杯。在竞赛模式中，一个玩家将会收到一个词语，并必须通过绘画的方式表达它。其他玩家必须尽可能快地猜出原本的词语。游戏最多能允许16个人同时游玩。

## 评价
Kaisei Hanyu在AUTOMATON撰文称，它在中国之所以流行，很可能是因为它的游戏类型已经很流行，并且名字很吸引人。
Mio在IGN Japan表示，与其他类似作品相比，这部作品没有多少地方特别优越。
Dustin Bailey在PCGamesN表示，这款游戏主要在中国大陆地区流行，在该地区一旦热度过去，玩家数量可能会大幅下降。